# Megachile
Megachile és un gènere d'himenòpters de la família dels megaquílids de distribució cosmopolita. Són abelles solitàries sovint anomenades abelles talladores de fulles malgrat que no totes tallen fulles. Aquest és un dels gèneres d'apoïdeus amb més espècies, unes 1.500 repartides en més de 50 subgèneres.
Megachile rotundata es fa servir comercialment com a pol·linitzadora. El subgènere Chalicodoma inclou l'abella més grossa del món, Megachile pluto.

## Història natural
Sovint fan els nius en troncs d'arbres buits o estructures similars, però també en forats al terra. La femella pon un ou a cada cel·la del niu amb una provisió de pol·len o una mescla de nèctar i pol·len. Els mascles són de mida més petita que les femelles i emergeixen abans que les femelles, però moren després de l'aparellament.
Nombroses famílies d'abelles i vespes parasiten els nius de Megachile, els paràsits inclouen Gasteruptiidae, Leucospidae, Sapygidae, i diversos cleptoparàsits incloent el gènere relacionat Coelioxys.

## Diversitat
El gènere Megachile està subdividit en 56 subgèneres amb 1.520 espècies reconegudes.
Subgeneres notables:
- Callomegachile
- Chalicodoma
- Chelostomoides

Espècies notables:
- Megachile albisecta
- Megachile campanulae
- Megachile fidelis
- Megachile perihirta
- Megachile pluto - l'abella més gran del Món
- Megachile rotundata
- Megachile rubi
- Megachile sculpturalis
- Megachile texana

## Galeria

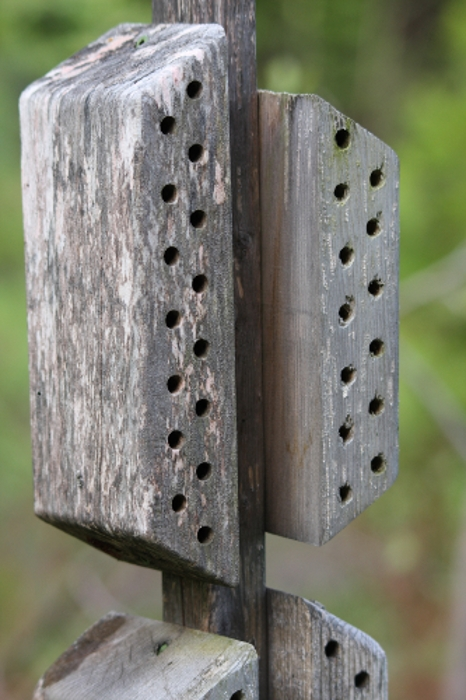
Nius artificials per atreure Megachile
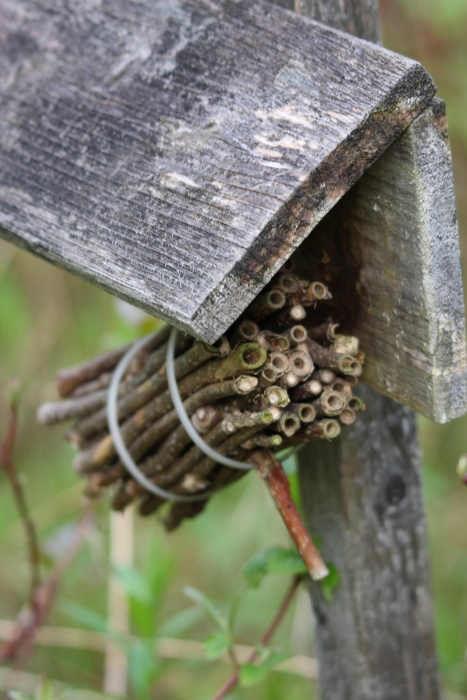
Nius artificials per atreure Megachile
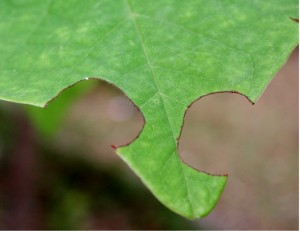
Fulles amb talls fets per una espècie de Megachile
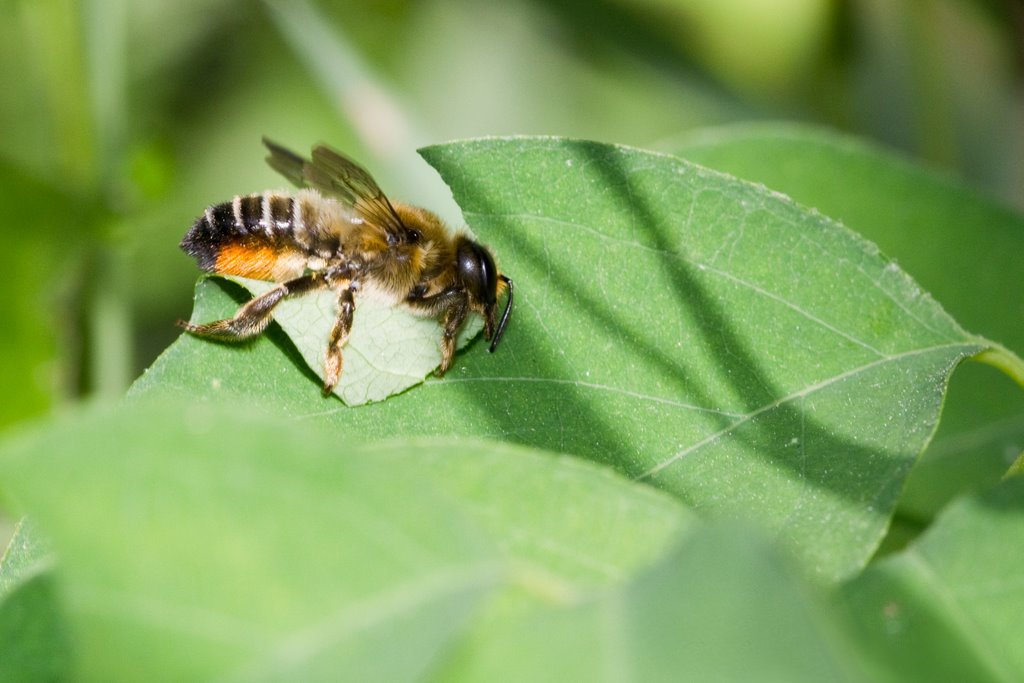
Megachile centuncularis tallant una fulla
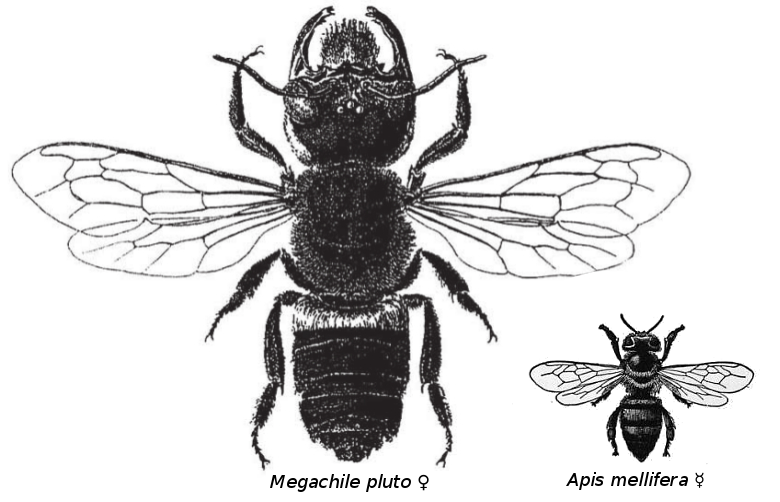
Megachile pluto comparada amb l'abella de la mel (Apis mellifera)